# GeForce 800M
A série GeForce 800M é uma família de unidades de processamento gráfico da Nvidia para laptops. Consiste em rebrands de versões móveis da série GeForce 700 e alguns chips mais novos que são inferiores em comparação com os rebrands.
O nome da série GeForce 800 foi originalmente planejado para ser usado para chips de desktop e móveis baseados na microarquitetura Maxwell (chips com codinome GM), em homenagem ao físico teórico escocês James Clerk Maxwell, que foi introduzido anteriormente na série GeForce 700 no GTX 750 e GTX 750 Ti, lançadas em 18 de fevereiro de 2014. No entanto, como as GPUs móveis da série GeForce 800M já haviam sido lançadas usando a arquitetura Kepler, a Nvidia decidiu renomear suas GPUs de desktop da série GeForce 800 como a série GeForce 900.
A microarquitetura Maxwell, a sucessora da microarquitetura Kepler, foi a primeira arquitetura Nvidia a apresentar uma CPU ARM integrada própria. Isso permitiu que as GPUs Maxwell fossem mais independentes da CPU principal, de acordo com o CEO da Nvidia, Jen-Hsun Huang. A Nvidia espera três coisas principais da arquitetura Maxwell: recursos gráficos aprimorados, programação simplificada e melhor eficiência de energia em comparação com as séries GeForce 700 e GeForce 600.

## Arquitetura

### Primeira geração Maxwell (GM10x)
A primeira geração do Maxwell GM107/GM108 oferece poucos recursos adicionais voltados para o consumidor; Em vez disso, a Nvidia se concentrou na eficiência de energia. O codificador de vídeo da Nvidia, NVENC, é 1,5 a 2 vezes mais rápido do que nas GPUs baseadas em Kepler, o que significa que pode codificar vídeo em 6 a 8 vezes a velocidade de reprodução. A Nvidia também reivindica um aumento de desempenho de 8 a 10 vezes na decodificação de vídeo PureVideo Feature Set E devido ao cache do decodificador de vídeo emparelhado com aumentos na eficiência da memória. No entanto, HEVC não é compatível com decodificação completa de hardware, dependendo de uma combinação de decodificação de hardware e software. Ao decodificar vídeo, um novo estado de baixo consumo de energia "GC5" é usado nas GPUs Maxwell para economizar energia.
A Nvidia aumentou a quantidade de cache L2 no GM107 para 2 MB, de 256 KB no GK107, reduzindo a largura de banda de memória necessária. Conseqüentemente, a Nvidia cortou o barramento de memória para 128 bits no GM107 de 192 bits no GK106, economizando ainda mais energia. A Nvidia também mudou o design do multiprocessador de streaming do Kepler (SMX), nomeando-o SMM. O layout das unidades SMM é particionado de modo que cada um dos quatro escalonadores de warp controle núcleos FP32 CUDA isolados, unidades de carga/armazenamento e unidades de funções especiais, ao contrário do Kepler, onde os escalonadores de warp compartilham os recursos. Unidades de textura e núcleos FP64 CUDA ainda são compartilhados. O SMM permite uma alocação de recursos mais refinada do que o SMX, economizando energia quando a carga de trabalho não é ideal para recursos compartilhados. A Nvidia afirma que um SMM de 128 núcleos CUDA tem 90% do desempenho de um SMX de 192 núcleos CUDA.
GM107/GM108 suporta CUDA Compute Capability 5.0 em comparação com 3.5 em GPUs GK110/GK208 e 3.0 em GPUs GK10x. O paralelismo dinâmico e o HyperQ, dois recursos das GPUs GK110/GK208, também são suportados em toda a linha de produtos Maxwell.
Maxwell fornece operações atômicas de memória compartilhada nativa para números inteiros de 32 bits e comparação e troca (CAS) de memória compartilhada nativa de 32 bits e 64 bits, que podem ser usadas para implementar outras funções atômicas.
Maxwell suporta DirectX 12.

## Produtos

### Produtos anteriormente colocados na série GeForce 800 (8xx)
A Nvidia anunciou que a empresa pulou a série GeForce 800 para placas gráficas de desktop, provavelmente porque a série GTX 800M consiste em componentes baseados em Kepler e Maxwell de baixo custo. Em vez disso, a Nvidia anunciou que as recém-renomeadas GeForce GTX 980 e GTX 970 serão apresentadas formalmente em 19 de setembro de 2014.

### GeForce série 800M (8xxM)
A série GeForce 800M foi projetada para notebooks. O poder de processamento é obtido multiplicando a velocidade do clock do sombreador, o número de núcleos e quantas instruções os núcleos são capazes de executar por ciclo. Observe que todas as GPUs baseadas em GK104 estão usando a arquitetura Kepler mais antiga e o 820M usa núcleos GF117 baseados na arquitetura Fermi.
- 1 Shaders Unificados: Unidades de Mapeamento de Textura: Unidades de Saída de Renderização

| Modelo           | Lançamento           | Nome do código | Fab (nm) | interface de Barramento | Core config1                         | Velocidade de clock  | Velocidade de clock | Velocidade de clock | Taxa de preenchimento | Taxa de preenchimento | Memória      | Memória                 | Memória    | Memória                     | Suporte API (versão) | Suporte API (versão) | Poder de processamento2 (GFLOPS) | TDP (watts) |
| Modelo           | Lançamento           | Nome do código | Fab (nm) | interface de Barramento | Core config1                         | Core (MHz)           | Shader (MHz)        | Memória (MT/s)      | Pixel (GP/s)          | Textura (GT/s)        | Tamanho (MB) | largura de banda (GB/s) | Tipo       | Largura de barramento (bit) | DirectX              | OpenGL               | Poder de processamento2 (GFLOPS) | TDP (watts) |
| ---------------- | -------------------- | -------------- | -------- | ----------------------- | ------------------------------------ | -------------------- | ------------------- | ------------------- | --------------------- | --------------------- | ------------ | ----------------------- | ---------- | --------------------------- | -------------------- | -------------------- | -------------------------------- | ----------- |
| GeForce 800M     | 17 de março de 2014  | GF117          | TSMC 28  | PCIe 2.0 ×8             | 48:8:8                               | 738                  | 1476                | 2000                | 5.9                   | 5.9                   | 2048         | 14.4                    | DDR3       | 64                          | 12.0 (11_0)          | 4.6                  | 141.7                            | 15          |
| GeForce 820M     | Fevereiro de 2014    | GF117          | TSMC 28  | PCIe 2.0 ×16            | 96:16:4                              | 719–954              | 1438–1908           | 2000                | 2.9–3.8               | 11.5–15.3             | 2048         | 16                      | DDR3       | 64                          | 12.0 (11_0)          | 4.6                  | 276.1–366.3                      | 15          |
| GeForce 830M     | {12 de março de 2014 | GM108          | TSMC 28  | PCIe 3.0 ×16            | 256:16:8 (2 SMM)                     | 1082                 | —                   | 2000                | 8.2                   | 16.5                  | 2048         | 14.4                    | DDR3       | 64                          | 12.0 (11_0)          | 4.6                  | 554                              | 30          |
| GeForce 840M     | {12 de março de 2014 | GM108          | TSMC 28  | PCIe 3.0 ×16            | 384:24:8 (3 SMM)                     | 1029                 | —                   | 2000                | 8.2                   | 24.7                  | 2048         | 16                      | DDR3       | 64                          | 12.0 (11_0)          | 4.6                  | 790.3                            | 30          |
| GeForce GTX 850M | {12 de março de 2014 | GM107          | TSMC 28  | PCIe 3.0 ×16            | 640:40:16 (5 SMM)                    | 936+Boost 876+Boost  | —                   | 5000                | 14.0                  | 35.0                  | 2048 4096    | 32 80                   | DDR3 GDDR5 | 128                         | 12.0 (11_0)          | 4.6                  | 1198.1                           | 40          |
| GeForce GTX 860M | {12 de março de 2014 | GM107 GK104    | TSMC 28  | PCIe 3.0 ×16            | 640:40:16 (5 SMM) 1152:96:16 (6 SMX) | 1029+Boost 797+Boost | —                   | 5000                | 16.5 12.8             | 41.2 76.5             | 2048 4096    | 80                      | GDDR5      | 128                         | 12.0 (11_0)          | 4.6                  | 1317.1 1836.3                    | 40–45 75    |
| GeForce GTX 870M | {12 de março de 2014 | GK104          | TSMC 28  | PCIe 3.0 ×16            | 1344:112:24 (7 SMX)                  | 941+Boost            | —                   | 5000                | 22.6                  | 105.4                 | 3072 6144    | 120                     | GDDR5      | 192                         | 12.0 (11_0)          | 4.6                  | 2529.4                           | 100         |
| GeForce GTX 880M | {12 de março de 2014 | GK104          | TSMC 28  | PCIe 3.0 ×16            | 1536:128:32 (8 SMX)                  | 954+Boost            | —                   | 5000                | 30.5                  | 122.1                 | 4096 8192    | 160                     | GDDR5      | 256                         | 12.0 (11_0)          | 4.6                  | 2930.7                           | 105         |

1. ↑  No OpenCL 3.0, a funcionalidade do OpenCL 1.2 tornou-se uma linha de base obrigatória, enquanto todos os recursos do OpenCL 2.xe OpenCL 3.0 se tornaram opcionais.
2. 1 2  Não possui codificador de vídeo de hardware
3. 1 2  Não possui codificador e decodificador de vídeo de hardware

## Arquitetura sucessora
A próxima geração de cartões móveis foi a série 900M, que continuou a usar a arquitetura Maxwell. A Nvidia seguiu a arquitetura Maxwell com a Pascal architecture em 2016 na GeForce série 10.

## Tabela de chipsets
- Lista de unidades de processamento gráfico da Nvidia

## Suporte descontinuado
«Driver 368.81 is the last driver to support Windows XP/Windows XP 64-bit.»
- Windows XP 32-bit: 368.81 driver download
- Windows XP 64-bit: 368.81 driver download

A Nvidia anunciou que, após a versão 390 dos drivers, não lançará mais drivers de 32 bits para sistemas operacionais de 32 bits.
As GPUs de notebook baseadas na arquitetura Kepler mudaram para suporte legado em abril de 2019 e receberão atualizações críticas de segurança até abril de 2020. As Nvidia GeForce GTX 830M, 840M e 850M da família de GPUs 8xxM não são afetadas por essa mudança.
A Nvidia anunciou que, após os drivers da versão 470, faria a transição do suporte de driver para os sistemas operacionais Windows 7 e Windows 8.1 para o status legado e continuaria a fornecer atualizações críticas de segurança para esses sistemas operacionais até setembro de 2024.